# Elin Topusakow
Elin Topusakow (bulgarisch Елин Топузаков; * 5. Februar 1977 in Dimitrowgrad) ist ein ehemaliger bulgarischer Fußballspieler bei Hapoel Tel Aviv. Er bestritt insgesamt 315 Spiele in der bulgarischen A Grupa und der israelischen Ligat ha’Al. Mit Lewski Sofia gewann er in den Jahren 2000, 2001, 2002, 2006 und 2007 die bulgarische Meisterschaft. Sein Spitzname ist Toptscho (bulgarisch Топчо).

## Karriere
Er begann seine Karriere beim FC Dimitrowgrad und wechselte im Januar 1995 zu Lewski Sofia. Er gilt als einer der besten Verteidiger, die je bei Lewski Sofia spielten. Außerdem zählt er zu den wenigen Spielern die 2000, 2001 und 2002 dreimal hintereinander die Meisterschaft gewannen und die so lange Zeit im Team blieben. Zwischen 1995 und 2008 bestritt er insgesamt 313 Spiele für Lewski. 2008 wechselte er dann zu Tel Aviv.

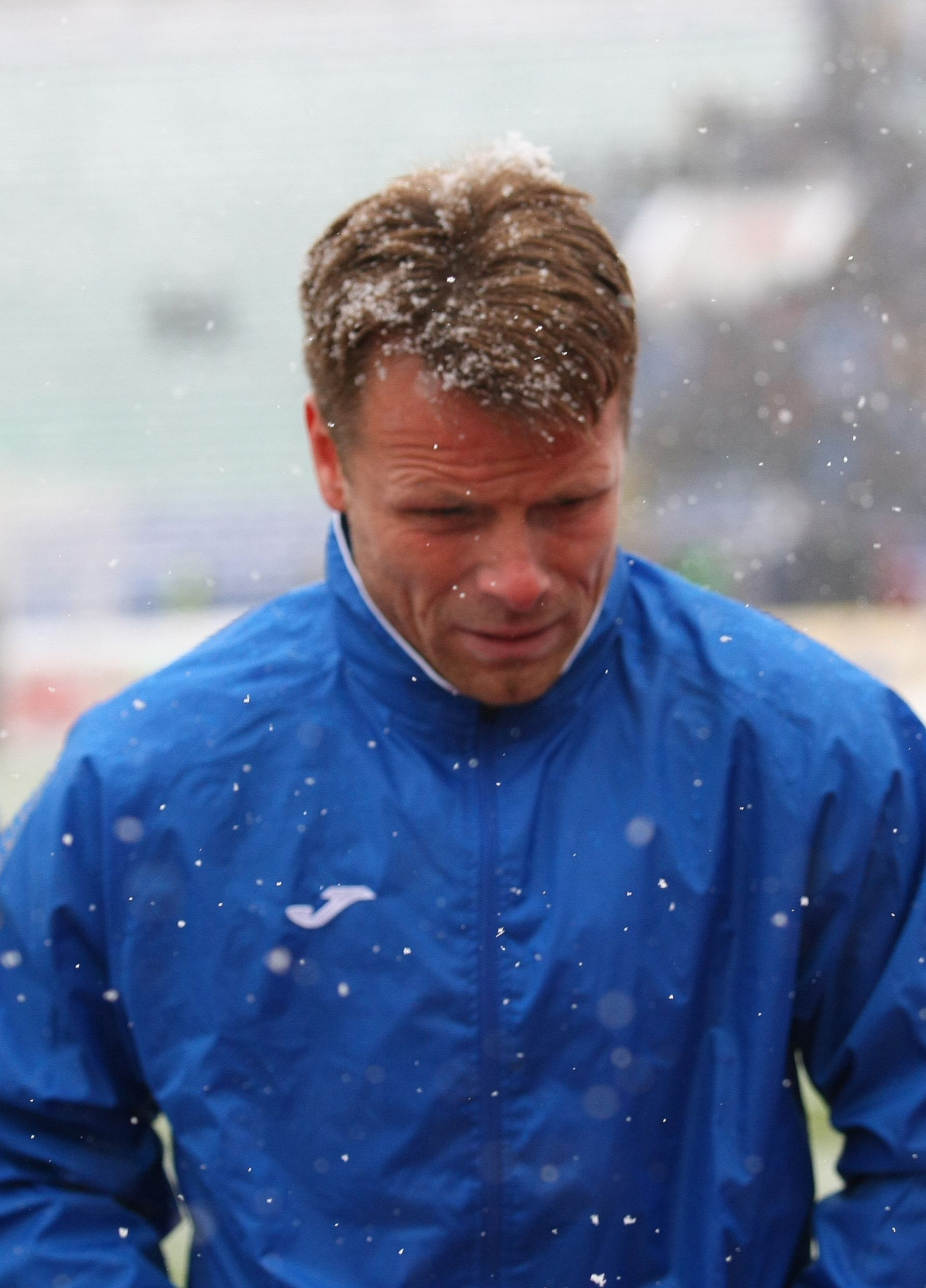

## Nationalmannschaft
Topusakow gab 2003 in einem Freundschaftsspiel gegen Südkorea sein Debüt in der bulgarischen Nationalmannschaft.

## Erfolge
- Bulgarischer Meister: 2000, 2001, 2002, 2006, 2007
- Bulgarischer Pokalsieger: 1998, 2000, 2002, 2003, 2005, 2007